# 韩毓虎
韩毓虎（1926年5月—2012年1月14日），男，直隶（今河北）深县人，中华人民共和国政治人物，曾任国家档案局局长，中国档案学会副理事长、名誉理事长。